# Saint-Aubin-le-Dépeint
Saint-Aubin-le-Dépeint – miejscowość i gmina we Francji, w Regionie Centralnym, w departamencie Indre i Loara.
Według danych na rok 1990 gminę zamieszkiwało 351 osób, a gęstość zaludnienia wynosiła 23 osoby/km² (wśród 1842 gmin Regionu Centralnego Saint-Aubin-le-Dépeint plasuje się na 796. miejscu pod względem liczby ludności, natomiast pod względem powierzchni na miejscu 871.).